# Ponte Vasco da Gama
Il ponte Vasco da Gama è un ponte che attraversa il fiume Tago e collega Montijo e Sacavém all'interno dell'area della Grande Lisbona e vicino al Parque das Nações, dove si è tenuto l'Expo '98, l'esposizione universale che celebrava il 500º anniversario della rotta marittima per l'India compiuta da Vasco da Gama. Fa parte del percorso della Autoestrada A12.

## Descrizione

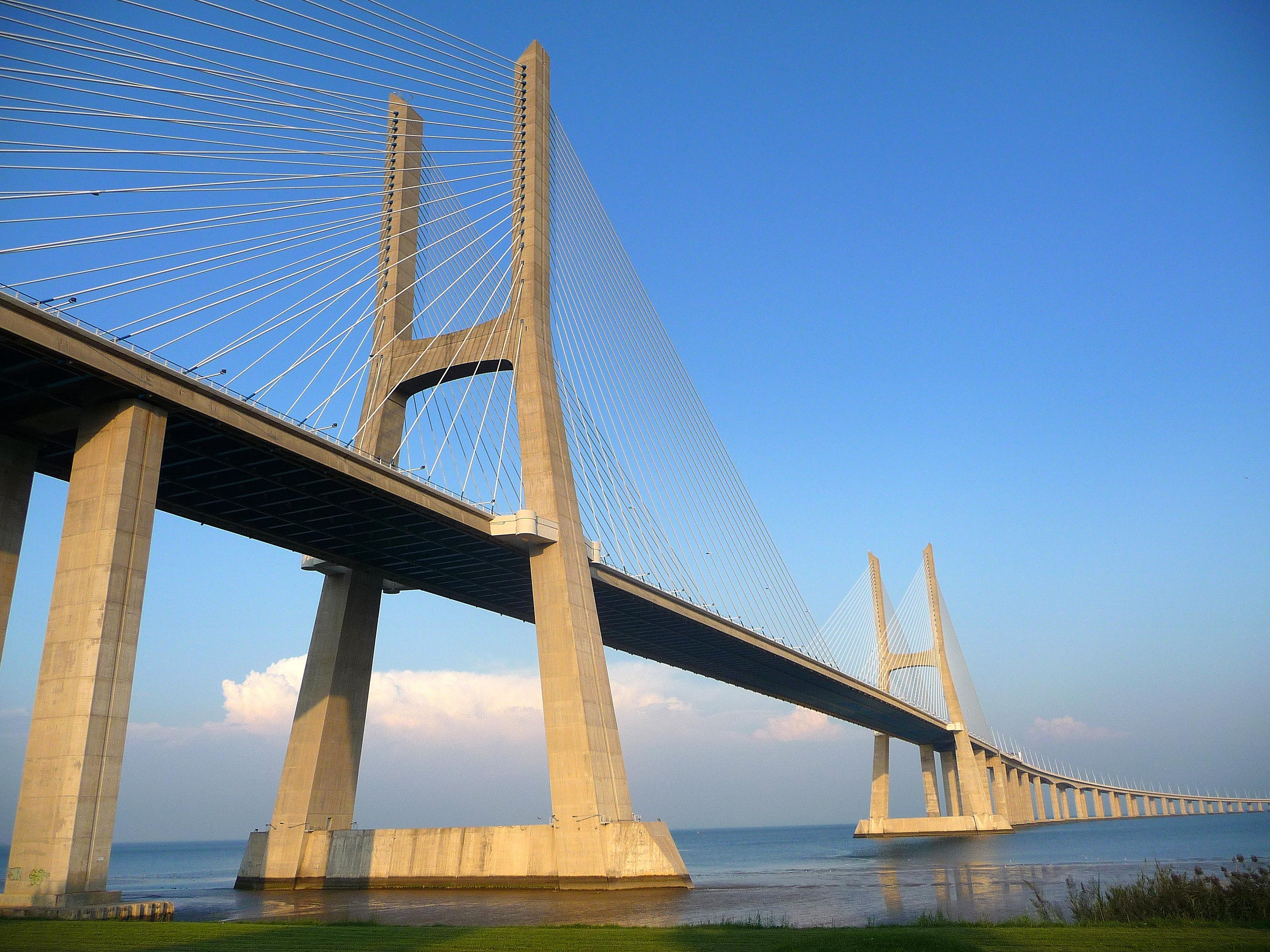
Il ponte visto dal basso

Inaugurato il 4 aprile 1998, con i suoi 17,2 chilometri (12,345 chilometri di lunghezza più altri 4,840 chilometri di viadotti) è stato il ponte più lungo d'Europa fino al 2018, anno dell'inaugurazione del Ponte di Crimea.
Il ponte è stato costruito per alleviare il traffico dell'altro ponte della capitale lusitana (il ponte 25 de Abril) ma, nonostante abbia dirottato una significativa quantità di veicoli evitando che attraversassero il centro di Lisbona, risultò presto chiara la necessità di un terzo ponte in grado di superare il Tago ancora più ad ovest.